# MIT Press
MIT Press je univerzitní nakladatelství se sídlem v Cambridge, Massachusetts, USA. Publikuje pro Massachusettský technologický institut (MIT), ale je na něm nezávislé.
První kniha archivovaná v MIT Press je sbírka přednášek Maxe Borna z let 1915 až 1926 na téma Problems of Atomic Dynamics. Tato kniha byla ještě vydána samotným institutem. Nakladatelství bylo založeno v roce 1932 MITem pod názvem Technology Press. V roce 1962 se nakladatelství osamostatnilo a přejmenovalo. Do současnosti bylo vydáno přes 9000 knih, asi 200 titulů ročně.
Journals Division byla založena v roce 1968 a brzy začala vydávat časopisy Journal of Interdisciplinary History a Linguistic Inquiry. Dnes je vydáváno přes 40 různých vědeckých časopisů.